# 東周刊
《東周刊》是香港出版的周刊雜誌之一，市場定位是一本報導香港娛樂圈及時事新聞為主的雜誌，不過以前它的新聞資料來源常見以「狗仔隊」偷拍，及再加類似 「故事創作」為主要內容，走大眾通俗路線，2002年因刊登受害女星被虐裸照，引發演藝圈總動員千人大遊行譴責，在社會強烈輿論壓力下宣佈停刊，五個月後由星島新聞集團收購並復刊。

## 歷史
《東周刊》現為香港星島新聞集團旗下的綜合性中文雜誌，最早由東方報業集團於1992年10月29日所創辦，創刊銷量最高達12萬，是香港代表性雜誌之一。當年以爭奪《壹週刊》大眾化中青年讀者的市場推岀市場；但由於內容始終遜於《壹週刊》，2001年9月，東方報業集團以6500萬港元出售《東周刊》及《東方新地》予楊受成旗下的英皇集團。東方報業集團2002年6月公布業績時解釋，香港經濟環境欠佳，市民消費疲弱，加上業內競爭，雜誌市場已達飽和，認為經營消閑雜誌前景並不樂觀，故決定出售刊物。
2002年，《東周刊》因刊登女星裸照事件，引發香港演藝團體500人遊行抗議，《東周刊》的總編輯等五人被控告，楊受成被迫下令《東周刊》停刊。五個月後，《東周刊》以2000萬港元出售，復刊由星島新聞集團出版至今；而總部則於2003年9月遷回九龍灣，再遷至筲箕灣及現今將軍澳工業邨。

## 爭議
《東周刊》過去曾因報導內容涉及誹謗及私隱官司，包括1994年港大經濟金融學院院長張五常誹謗案，此外，前香港特區首長曾蔭權、藝人岑建勳、歌星張學友及行政會議成員梁振英，先後因該刊的內容，入禀控告《東周刊》。

### 刊登女星受虐裸照事件
2002年10月30日，屬於英皇集團旗下的《東周刊》第521期，刊登出題為「娛圈悲劇字母女星受虐裸照曝光」的封面，《東周刊》聲稱獲得第一手資料，在封面刊登十多年前一名女星被虐裸照，照片之前是沒有對外流傳的。據《東周刊》解釋，照片是一名神秘人傳送至該刊編輯部。受虐裸照攝於1990年4月，相中女星全身赤裸，正在低頭痛哭，當事人看似在极为不情願的情況下拍攝的。
《東周刊》刊登女星被虐裸照事件後，演藝界及社會產生極大反響，《東周刊》更遭到千夫所指，但該期《東周刊》卻被賣斷市。事後，傳媒報導稱劉嘉玲一直躲在家中不停哭泣，情緒幾近崩潰。香港影視及娛樂事務管理處收到660宗投訴，創了香港的投訴記錄。多間香港本地團體亦先後發表譴責聲明，包括新青年論壇、青年大專學生協會等等，聲明指責不顧傳媒道德專業操守及社會責任，批評「濫用新聞自由」等等。婦女團體譴責《東周刊》毫不尊重女性，踐踏女性的尊嚴，呼籲市民罷買《東周刊》。十個電影及演藝界團體發表「天地不容」為題的聲明，譴責《東周刊》相關人士。
2002年11月2日，《東周刊》在各界壓力下宣布無限期停刊。翌日，香港演藝界發起集會行動抗議《東周刊》，劉嘉玲公開發表聲言，題為「我會堅強活下去」，但從來沒有直接承認相中的身份。香港演藝界稱事件不能不了了之，敦促警方嚴懲幕後黑手。
2002年11月4日，淫褻物品審裁處裁定當期《東周刊》爲「三級淫褻物品」。翌日，香港警方有組織罪案及三合會調查科為女星劉嘉玲錄取一份詳細口供，補充12年前她報案時沒有提及的詳情。她12年前獲釋時只稱匪徒只為劫財，不為劫色。而自被虐裸照風波發生後，英皇集團及《東週刊》老闆楊受成一直離港避開傳媒，這天他終於返港並首度公開露面，發表道歉聲明。聲明中他承認做錯事，形容事件為「痛心疾首」，《東周刊》停刊是痛苦的決定，心情非常難受，像「親手將自己的親生兒子殺死一樣」。
2002年11月7日，報導引述女星劉嘉玲說她知道幕後黑手是誰。她說她當年因為拒拍一部電影，得罪了一位有權有勢的江湖人物，結果她被一輛汽車跟蹤並將她擄走。劉嘉玲希望息事寧人，謝絕公眾要懸賞緝兇的好意。
2003年1月，淫褻物品審裁處處理上訴，於2月20日裁定維持原判。同年3月，楊受成再向香港高等法院申請司法覆核，要求推翻審裁處的決定，但無效，警方隨即拘捕11名《東周刊》高層，包括總編輯蒙漢明、執行總編輯李倩修及編輯王劍文等；新傳媒集團有限公司與《東周刊》承印商大日本印刷（香港）有限公司，亦被票控在香港發佈淫褻物品。直到2004年，大日本印刷（香港）有限公司亦認罪，被法庭判罰五千元。
2008年8月12日，《東周刊》刊登女星被虐裸照事件事隔六年，《東周刊》所屬的新傳媒集團有限公司承認一項發布淫褻物品罪，被法庭判罰款二萬元了事。同年12月17日，雜誌前總編輯蒙漢明承認一項發布淫褻物品罪，被判囚半年、緩刑兩年。

### 偷拍病危沈殿霞
2006年10月，《東周刊》一名副總編輯的女傭潛入深切治療部偷拍病危的藝人沈殿霞，而被當場抓到，後來判入獄4個星期。但該印傭拒絕透露是誰在背後主使，有立法會議員指出，偷拍事件明顯不是印傭個人策劃，警方應盡一切努力找出幕後策劃偷拍事件的真兇。《東周刊》總編輯蒙漢明強調事件“與公司無關，屬有關編輯家傭的個人行為”事宜。

## 外部連結
- 東周網 （页面存档备份，存于）–東周刊官方網站
- 東周刊的Facebook專頁
- 東周刊的新浪微博
- 《東周刊》停刊5個月找到新買主 醞釀重出江湖 （页面存档备份，存于） 新浪影音娛樂 2003年3月17日